# 包頭市
包頭市（ボグトし、ほうとう/パオトウ-し、モンゴル語：ᠪᠣᠭᠣᠳᠣ
ᠬᠤᠳᠠ、Buɣutu qota、中国語:包头市、英語:Baotou）は、中華人民共和国内モンゴル自治区に位置する地級市。
東経109度50分～111度25分、北緯41度20分～42度40分に位置する。
市の名称はモンゴル語で「鹿のいる場所」を意味するところから、中国語では「鹿城」とも称された。市のランドマークとなっているのが第一工人文化宮門の前の「人」の字形の彫刻で、頂部の三匹の駆け回る鹿が「鹿城」を象徴している。市区は昆都侖・東河・青山・九原の4つの区に分かれ、建設路と鋼鉄大街で繋がっている。バヤンオボー鉱区のバヤンオボー（白雲鄂博）では鉄鋼、レア・アースを豊富に産する。

## 気候
ケッペンの気候区分ではステップ気候で、乾燥した大陸性の気候である。雨は夏に集中して降り、7から8月は比較的まとまった雨が降るが、基本的に晴れが多く、湿度も低い。冬は低温乾燥の日が続く。
| 包頭（1971－2000年）の気候                      | 包頭（1971－2000年）の気候 | 包頭（1971－2000年）の気候 | 包頭（1971－2000年）の気候 | 包頭（1971－2000年）の気候 | 包頭（1971－2000年）の気候 | 包頭（1971－2000年）の気候 | 包頭（1971－2000年）の気候 | 包頭（1971－2000年）の気候 | 包頭（1971－2000年）の気候 | 包頭（1971－2000年）の気候 | 包頭（1971－2000年）の気候 | 包頭（1971－2000年）の気候 | 包頭（1971－2000年）の気候 |
| 月                                              | 1月                        | 2月                        | 3月                        | 4月                        | 5月                        | 6月                        | 7月                        | 8月                        | 9月                        | 10月                       | 11月                       | 12月                       | 年                         |
| ----------------------------------------------- | -------------------------- | -------------------------- | -------------------------- | -------------------------- | -------------------------- | -------------------------- | -------------------------- | -------------------------- | -------------------------- | -------------------------- | -------------------------- | -------------------------- | -------------------------- |
| 平均最高気温 °C （°F）                          | −4.1 (24.6)                | 0.4 (32.7)                 | 7.6 (45.7)                 | 16.9 (62.4)                | 23.9 (75)                  | 28.2 (82.8)                | 29.6 (85.3)                | 27.1 (80.8)                | 22.1 (71.8)                | 14.8 (58.6)                | 5.2 (41.4)                 | −2.3 (27.9)                | 14.12 (57.42)              |
| 日平均気温 °C （°F）                            | −11.1 (12)                 | −6.8 (19.8)                | 0.7 (33.3)                 | 9.5 (49.1)                 | 16.7 (62.1)                | 21.4 (70.5)                | 23.2 (73.8)                | 21.0 (69.8)                | 15.0 (59)                  | 7.3 (45.1)                 | −1.8 (28.8)                | −9 (16)                    | 7.18 (44.94)               |
| 平均最低気温 °C （°F）                          | −16.8 (1.8)                | −12.7 (9.1)                | −5.6 (21.9)                | 2.0 (35.6)                 | 8.7 (47.7)                 | 13.9 (57)                  | 17.1 (62.8)                | 15.3 (59.5)                | 8.7 (47.7)                 | 1.3 (34.3)                 | −7.2 (19)                  | −14.3 (6.3)                | 0.87 (33.56)               |
| 降水量 mm （inch）                              | 2.1 (0.083)                | 3.8 (0.15)                 | 8.3 (0.327)                | 8.1 (0.319)                | 17.3 (0.681)               | 28.0 (1.102)               | 81.3 (3.201)               | 87.7 (3.453)               | 38.7 (1.524)               | 17.1 (0.673)               | 3.8 (0.15)                 | 1.4 (0.055)                | 297.6 (11.718)             |
| 平均降水日数                                    | 1.4                        | 2.2                        | 2.9                        | 3.0                        | 4.7                        | 7.0                        | 10.5                       | 10.7                       | 6.9                        | 3.8                        | 1.7                        | 1.5                        | 56.3                       |
| 出典：中国气象局公共气象服务中心 2012年12月12日 |                            |                            |                            |                            |                            |                            |                            |                            |                            |                            |                            |                            |                            |

## 行政区画
6市轄区・1県・2旗を管轄する。
- 市轄区：
  - ホンドロン区（昆都侖区）・青山区・東河区・九原区・石拐区・バヤンオボー鉱区（白雲鄂博鉱区）
- 県：
  - 固陽県
- 旗：
  - トゥムド右旗（土黙特右旗）・ダルハン・ムミンガン連合旗（達爾罕茂明安連合旗）

| 包頭市の地図                                                                                                   |
| --- |
| 東河区 ホンド · ロン区 青山区 石拐区 バヤンオボー · 鉱区 九原区 トゥムド右旗 固陽県 ダルハン・ムミンガン連合旗 |

### 年表
この節の出典

#### 綏遠省包頭市
- 1949年10月1日 - 中華人民共和国綏遠省包頭市が発足。(1市)
- 1950年2月13日 - 一区から三区までの区が成立。(3区)
- 1953年9月15日 - 三区が集寧専区包頭県の一部と合併し、郊区が発足。(3区)
- 1954年1月28日 - 綏遠省の内モンゴル自治区への編入により、内モンゴル自治区包頭市となる。

#### 包頭専区
- 1949年10月1日 - 中華人民共和国綏遠省包頭専区が成立。サラチ県・包頭県・固陽県・武川県が発足。(4県)
- 1950年1月17日 - サラチ県の一部がトゥムド旗に編入。(4県)
- 1950年3月21日 - 帰綏県を編入。(5県)
- 1950年7月27日 - 和林専区トクト県・清水河県・ホリンゴル県を編入。(8県)
- 1950年9月 - 包頭専区が綏中専区に改称。
- 1950年11月27日 - 綏中専区が薩県専区に改称。

#### 薩県専区
- 1952年11月27日 - 包頭県・帰綏県・武川県・サラチ県・固陽県・トクト県・ホリンゴル県・清水河県が集寧専区に編入。

#### 内モンゴル自治区包頭市
- 1954年3月3日 - 平地泉行政区トゥムド旗の一部が郊区に編入。(3区)
- 1955年6月8日 (3区)
  - ウランチャブ盟ウラド前旗の一部(南牌郷および達拉亥郷の一部)が郊区に編入。
  - 郊区の一部(土黒麻淖郷および金巴兎郷の一部)がウランチャブ盟ウラド前旗に編入。
- 1955年12月 - 一区の一部が分立し、回民自治区が発足。(4区)
- 1956年5月15日 (4区)
  - 一区がホンドロン区に、二区が東河区にそれぞれ改称。
  - 回民自治区が青山区に改称。
- 1956年9月14日 - ウランチャブ盟石拐溝鉱区の一部が郊区に編入。(4区)
- 1956年11月20日 - 郊区の一部が分立し、石拐鉱区が発足。(5区)
- 1958年3月10日 - ウランチャブ盟固陽県・バヤンオボー鎮を編入。(5区1県1鎮)
- 1958年4月21日 - 平地泉行政区サラチ県の一部が郊区に編入。(5区1県1鎮)
- 1958年7月5日 - 固陽県が郊区、ウランチャブ盟ダルハン・ムミンガン連合旗に分割編入。(5区1鎮)
- 1958年8月4日 - ウランチャブ盟トゥムド旗の一部が郊区に編入。(5区1鎮)
- 1958年9月5日 (7区)
  - 郊区の一部が分立し、固陽区が発足。
  - バヤンオボー鎮が区制施行し、バヤンオボー鉱区となる。
- 1960年4月 - 郊区がホンドロン区・東河区・青山区・石拐鉱区に分割編入。(6区)
- 1960年7月14日 - バヤンノール盟ウラド前旗を編入。(6区1旗)
- 1961年7月9日 - 固陽区が県制施行し、固陽県となる。(5区1県1旗)
- 1963年3月31日 - ホンドロン区・東河区・青山区・石拐鉱区の各一部が合併し、郊区が発足。(6区1県1旗)
- 1963年11月17日 (6区)
  - 固陽県がウランチャブ盟に編入。
  - ウラド前旗がバヤンノール盟に編入。
- 1970年10月3日 - ウランチャブ盟固陽県・トゥムド右旗を編入。(6区1県1旗)
- 1976年5月12日 - ウランチャブ盟ダルハン・ムミンガン連合旗の一部がバヤン鉱区に編入。(6区1県1旗)
- 1976年12月13日 - 青山区の一部が分立し、建華鉱区が発足。(7区1県1旗)
- 1980年11月1日 - 建華鉱区が青山区に編入。(6区1県1旗)
- 1996年5月18日 - ウランチャブ盟ダルハン・ムミンガン連合旗を編入。(6区1県2旗)
- 1999年8月10日 (6区1県2旗)
  - 郊区が九原区に改称。
  - 石拐鉱区が石拐区に改称。

## 工業

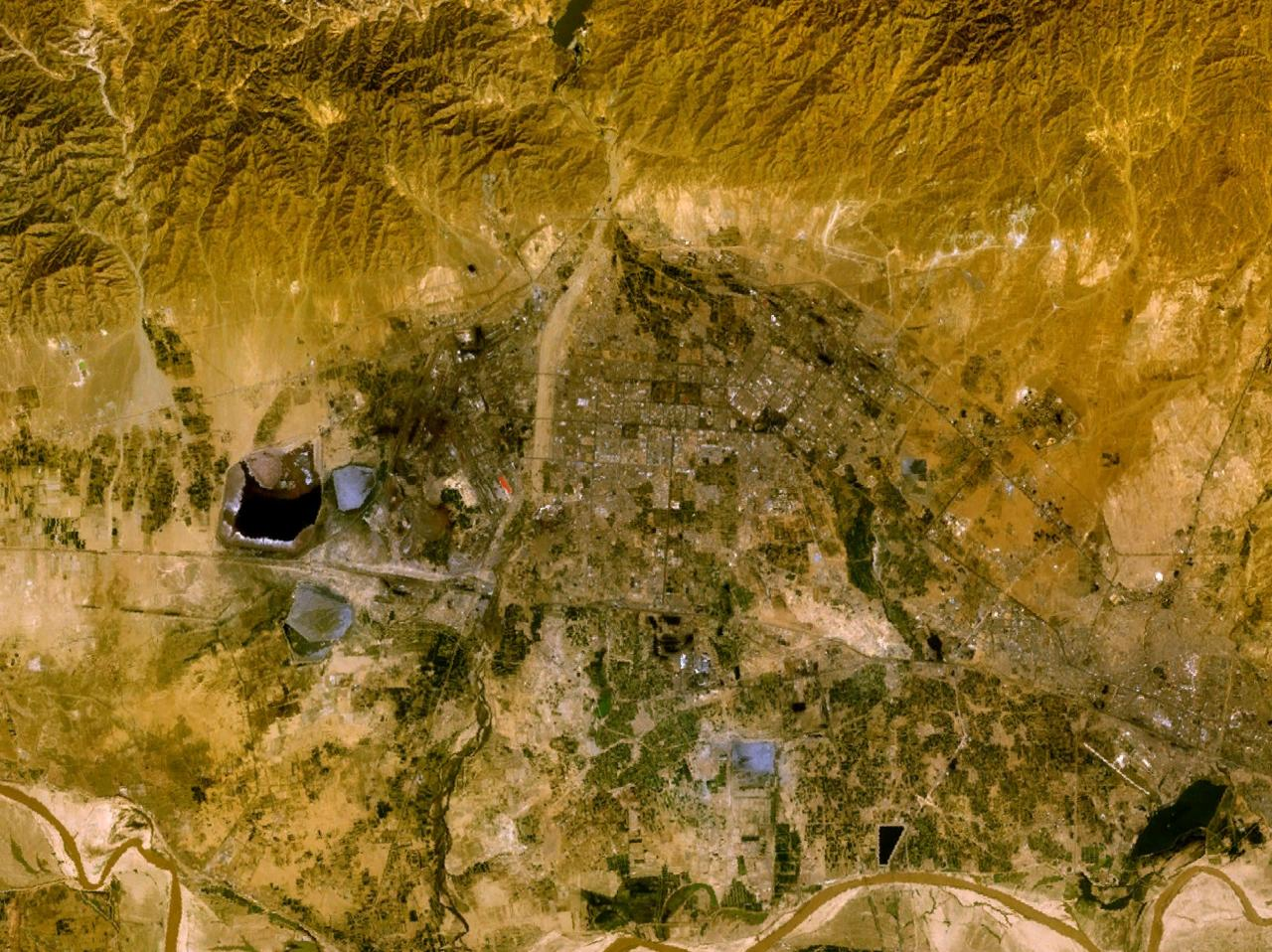
ランドサットからの包頭

- 包頭鋼鉄
- 包頭市棉毛紡織廠
- 内蒙古第一、第二機械廠

## 交通
空港
- 包頭東河空港

鉄道
- 包頭駅・包頭東駅
  - 包蘭線（包頭市 - 甘粛省蘭州市）
  - 包白線（包頭市 - 包頭市白雲鉱区白雲鄂博）
  - 包西線（包頭市 - 陝西省西安市）
  - 京包線（北京市 - 包頭市）
  - 京包旅客専用線（中国語版） - 京包線に並行する高速鉄道路線。北京北駅-包頭駅間を3時間半で結ぶ。[5]

道路
- 呼包高速道路
- 包茂高速道路
- G110国道
- G210国道